# Juana Bignozzi
Juana Bignozzi (Saavedra, 21 de septiembre de 1937-Buenos Aires, 5 de agosto de 2015) fue una poeta, periodista y traductora argentina. Una de las poetas más representativas de la poesía argentina de los años 60, su obra, conformada por nueve poemarios y dos antologías, aborda temas como la soledad, el paso del tiempo y la política, y está caracterizada por un tono desencantado, la ausencia de signos de puntuación y un estilo directo, sin metáforas ni imágenes. Obtuvo el Segundo Premio Municipal de Poesía en el año 2000, el Premio Konex, Diploma al mérito por el quinquenio 1999-2003 y el Premio Rosa de Cobre de la Biblioteca Nacional en el 2013.

## Biografía
Juana Bignozzi nació el 21 de septiembre de 1937, en el seno de una familia anarquista y antiperonista, en la ciudad de Buenos Aires, Argentina. Su familia, aún con limitaciones económicas, privilegió siempre el acceso a la cultura y la educación sobre otros gastos, cosa que Bignozzi, de mayor, agradeció.
A fines de los años cincuenta, Bignozzi comenzó a militar en el Partido Comunista argentino y, desde ahí, se involucró con el círculo de poetas El Pan Duro, donde conoció a Juan Gelman, Juan Carlos Portantiero y José Luis Mangieri. En los años sesenta se apartó del Partido Comunista, aunque participó de la publicación Vanguardia Comunista. Comenzó y abandonó en la Universidad de Buenos Aires las carreras de Letras y de Derecho, y trabajó como profesora de contabilidad, ayudante de contador y administrativa.
En 1974, Bignozzi se casó con Hugo Mariani y se mudó a Barcelona antes del inicio de la última dictadura argentina. Partió pensando que volvería pocos años después, por lo que no aceptó la palabra «exiliada», sino que aceptó las palabras «desterrada» y «apátrida». Así, pasó treinta años en España, donde trabajó como traductora y viajó con frecuencia a Florencia. En el año 2004 retornó a la Argentina, donde falleció el 5 de agosto de 2015, a los 78 años de edad.
En 2019 y 2020, respectivamente, se estrenó un documental sobre su vida titulado Las poetas visitan a Juana Bignozzi y, en el MALBA, se organizó un ciclo de charlas en su honor. Sobre la poesía, Bignozzi opinó:

Quiero que lo que diga se entienda, pero no necesariamente que sea fácil de entender [...] Se es poeta para trabajar con la lengua de otra manera. En la poesía tiene que haber algún misterio, algo que el poeta ve y que el público no. Tenemos la obligación de revelar los misterios pero de una manera distinta de la que tiene el periodismo.

## Obra

### Poesía
- Los límites (1960, Stilcograf)
- Tierra de nadie (1962, Nueva Expresión)
- Mujer de cierto orden (1967, Falbo)
- Regreso a la patria (1989, Tierra Firme)
- Interior con poeta (1993, Tierra Firme)
- Partida de las grandes líneas (1997, Tierra Firme)
- La ley tu ley   (2000, Adriana Hidalgo)
- Quién hubiera sido pintada  (2001, Siesta)
- Antología personal (2009, Colección del Bicentenario de la Biblioteca Nacional)
- si alguien tiene que ser después (2010, Adriana Hidalgo)
- Las poetas visitan a Andrea del Sarto (2014, Adriana Hidalgo)
- Novísimos (2019, Adriana Hidalgo)

## Premios
- 2000: Segundo Premio Municipal de Poesía.[3]
- 2003: Premio Konex, Diploma al mérito por el quinquenio 1999-2003.[3]
- 2013: Premio Rosa de Cobre de la Biblioteca Nacional Mariano Moreno.[15]